# Jean Tarneaud
Jean Tarneaud (1888-1972) est un médecin ORL qui développa la phoniatrie en France.

## Éléments biographiques
Après avoir soutenu sa thèse en 1917, il exerça comme Laryngologiste à l'Hôpital Bellan et au Conservatoire national de musique de Paris. Il fut chef des travaux de Phoniatrie à la Faculté de Médecine de Paris. Il fit adopter le terme phoniatrie en 1932. Il fonda la Société Française de phoniatrie puis en 1947, avec Richard Luchsinger (1900 - 1993) et Miroslav Seeman (1892 - 1975), la revue Folia Phoniatrica et Logopaedica, International Journal of Phoniatrics, Speech Therapy and Communication Pathology, organe officiel de l'International Association of Logopedics and Phoniatrics (IALP).

## Articles scientifiques
- Husson (R) et Tarneaud (J), 1932, La mécanique des cordes vocales dans la phonation, Revue de Laryngologie, 8, 43.
- Husson (R) et Tarneaud (J), 1933, Les phénomènes réactionnels de la voix - Étude physique, physiologique et pathologique, Revue française de phoniatrie, 1, 4.
- Tarneaud (J), 1937. Die Stimmlippen im Zustande der Phonation. Hals, Nasen- u. Ohrenarzt 5:50.
- Tarneaud (J), 1957, Culture vocale et médecine. Folia Phoniatrica. 9, 193-9.

## Ouvrages
- Tarneaud (J), 1933, Le nodule de la corde vocale, Paris, Maloine.
- Tarneaud (J), 1934, "Laryngologie et chronaxie - Étude de l'image Laryngoplégique"
- Tarneaud (J), 1937, La stroboscopie du larynx, séméiologie stroboscopique des maladies du larynx et de la voix, Paris, Maloine.
- Tarneaud (J) et Borel-Maisonny (S), 1941, Traité pratique de phonologie et de phoniatrie, la voix - la parole - le chant, Paris, Maloine. Première édition.
- Tarneaud (J), 1944, Laryngites chroniques et laryngopathies, Paris, Maloine.
- Tarneaud (J), 1946, Le chant, sa construction sa destruction, Paris, Maloine.
- Tarneaud (J) et Seeman (M), 1950, La voix et la parole, études cliniques et thérapeutiques, Paris, Maloine.
- Tarneaud (J), 1957, Larynx et phonation, Paris, P.U.F.
- Tarneaud (J) et Borel-Maisonny (S), 1961, Traité pratique de phonologie et de phoniatrie, la voix - la parole - le chant, Paris, Maloine. Deuxième édition revue et complétée.
- Tarneaud (J), 1967, Précis de thérapeutique vocale, Paris, Maloine.